# Oana Murariu
Oana Murariu (n. 11 septembrie 1988, Suceava, România în Suceava, România) este un politician român, de profesie jurist și de meserie avocat, deputat ales pe lista Uniunea Salvați România în circumscripția electorală nr. 13, Cluj, în urma alegerilor parlamentare din 1 decembrie 2024. Este la al doilea mandat de parlamentar.